# Nicolas Kiefer
Nicolas Kiefer (* 5. července 1977) je bývalý profesionální německý tenista.

Jeho nejlepší dosažené umístění na žebříčku ATP je 4. místo v lednu 2000. Jeho největším úspěchem na grandslamových turnajích je postup do semifinále na Australian Open v roce 2006. Kariéru ukončil 30. prosince 2010.

## Finálové účasti na turnajích ATP (23)

### Dvouhra - výhry (6)
| Legenda                                                       |
| ATP International Series Gold / ATP World Tour 500 Series (1) |
| ATP International Series / ATP World Tour 250 Series (5)      |

| Č. | Datum           | Turnaj                         | Povrch | Soupeř ve finále    | Výsledek       |
| 1. | 5. říjen 1997   | Toulouse, Francie              | tvrdý  | Mark Philippoussis  | 7-5, 5-7, 6-4  |
| 2. | 18. duben 1999  | Tokio, Japonsko                | tvrdý  | Wayne Ferreira      | 7-65, 7-5      |
| 3. | 13. červen 1999 | Halle, Německo                 | tráva  | Nicklas Kulti       | 6-3, 6-2       |
| 4. | 19. září 1999   | Taškent, Uzbekistán            | tvrdý  | George Bastl        | 6-4, 6-2       |
| 5. | 13. únor 2000   | Dubaj, Spojené arabské emiráty | tvrdý  | Juan Carlos Ferrero | 7-5, 4-6, 6-3  |
| 6. | 8. říjen 2000   | Hong Kong, Čína                | tvrdý  | Mark Philippoussis  | 7-64, 2-6, 6-2 |

### Dvouhra - prohry (13)
| Legenda                                                       |
| ATP Masters Series / ATP World Tour Masters 1000 (1)          |
| ATP International Series Gold / ATP World Tour 500 Series (2) |
| ATP International Series / ATP World Tour 250 Series (10)     |

| Č.  | Datum             | Turnaj                         | Povrch  | Vítěz               | Výsledek                 |
| 1.  | 12. říjen 1997    | Singapur, Singapur             | koberec | Magnus Gustafsson   | 4-6, 6-3, 6-3            |
| 2.  | 14. únor 1999     | Dubaj, Spojené arabské emiráty | tvrdý   | Jerome Golmard      | 6-4, 6-2                 |
| 3.  | 17. říjen 1999    | Vídeň, Rakousko                | tvrdý   | Greg Rusedski       | 6-75, 2-6, 6-3, 7-5, 6-4 |
| 4.  | 7. říjen 2001     | Moskva, Rusko                  | koberec | Jevgenij Kafelnikov | 6-4, 7-5                 |
| 5.  | 16. červen 2002   | Halle, Německo                 | tráva   | Jevgenij Kafelnikov | 2-6, 6-4, 6-4            |
| 6.  | 15. červen 2003   | Halle, Německo                 | tráva   | Roger Federer       | 6-1, 6-3                 |
| 7.  | 22. únor 2004     | Memphis, USA                   | tvrdý   | Joachim Johansson   | 6-75 3-6                 |
| 8.  | 7. březen 2004    | Scottsdale, USA                | tvrdý   | Vince Spadea        | 7-5, 6-75, 6-3           |
| 9.  | 18. červenec 2004 | Los Angeles, USA               | tvrdý   | Tommy Haas          | 7-66, 6-4                |
| 10. | 25. červenec 2004 | Indianapolis, USA              | tvrdý   | Andy Roddick        | 6-2, 6-3                 |
| 11. | 16. říjen 2005    | Moskva, Rusko                  | koberec | Igor Andrejev       | 5-7, 7-63, 6-2           |
| 12. | 30. říjen 2005    | Petrohrad, Rusko               | koberec | Thomas Johansson    | 6-4, 6-2                 |
| 13. | 27. červenec 2008 | Montreal, Kanada               | tvrdý   | Rafael Nadal        | 6-3, 6-2                 |

### Čtyřhra - výhry (3)
| Legenda                                                       |
| ATP International Series Gold / ATP World Tour 500 Series (1) |
| ATP International Series / ATP World Tour 250 Series (2)      |

| Č. | Datum             | Turnaj           | Povrch  | Partner            | Soupeři ve finále               | Výsledek        |
| 1. | 18. říjen 1998    | Ostrava, Česko   | koberec | David Prinosil     | David Adams Pavel Vízner        | 6-4, 6-3        |
| 2. | 28. červenec 2002 | Los Angeles, USA | tvrdý   | Sébastien Grosjean | Justin Gimelstob Michaël Llodra | 6-4, 6-4        |
| 3. | 5. říjen 2003     | Tokio, Japonsko  | tvrdý   | Justin Gimelstob   | Scott Humphries Mark Merklein   | 6-76, 6-3, 7-64 |

### Čtyřhra - prohry (1)
| Legenda            |
| Olympijské hry (1) |

| Č. | Datum          | Turnaj       | Povrch | Partner          | Vítězové                        | Výsledek                 |
| 1. | 22. srpen 2004 | Atény, Řecko | tvrdý  | Rainer Schüttler | Fernando González Nicolás Massú | 6-2, 4-6, 3-6, 7-67, 6-4 |

## Davisův pohár
Nicolas Kiefer se zúčastnil 15 zápasů v Davisově poháru za tým Německa s bilancí 10-11 ve dvouhře a 2-3 ve čtyřhře.

## Postavení na žebříčku ATP na konci sezóny

### Dvouhra
| Rok    | 1994  | 1995   | 1996   | 1997  | 1998  | 1999 | 2000  | 2001  | 2002  | 2003  | 2004  | 2005  | 2006  | 2007  | 2008  |
| Pořadí | 1212. | ▲ 202. | ▲ 127. | ▲ 32. | ▼ 35. | ▲ 6. | ▼ 20. | ▼ 42. | ▼ 72. | ▲ 58. | ▲ 21. | ▼ 23. | ▼ 48. | ▼ 49. | ▲ 37. |

### Čtyřhra
| Rok    | 1995 | 1996 | 1997   | 1998   | 1999   | 2000   | 2001   | 2002  | 2003   | 2004   | 2005   | 2006    | 2007   | 2008   |
| Pořadí | 438. | ▼ -. | ▲ 211. | ▲ 136. | ▼ 256. | ▲ 187. | ▼ 208. | ▲ 60. | ▼ 108. | ▲ 107. | ▼ 133. | ▼ 1421. | ▲ 230. | ▼ 242. |